# Boklobbsfjärden
Boklobbsfjärden är fjärd i Geta på Åland. Fjärden har fått sitt namn av den höga långsmala udden Boklobb på Getaön.